# Iles Finocchiarola et Côte Nord
Iles Finocchiarola et Côte Nord este o arie protejată (arie de protecție specială avifaunistică — SPA) din Franța întinsă pe o suprafață de 933 ha, din care 2 % marine.

## Localizare
Centrul sitului Iles Finocchiarola et Côte Nord este situat la coordonatele 43°00′N 9°24′E / 43°N 9.4°E.

## Înființare
Situl Iles Finocchiarola et Côte Nord a fost declarat arie de protecție specială avifaunistică în baza directivei 79/409 din 1979 referitoare la conservarea păsărilor sălbatice pentru a proteja 15 specii de animale.

## Biodiversitate
Situată în ecoregiunea mediteraneană, aria protejată nu include niciun habitat protejat.
La baza desemnării sitului se află mai multe specii protejate de  păsări (15): fâsă-de-câmp (Anthus campestris), Calonectris diomedea, caprimulg (Caprimulgus europaeus), șoim călător (Falco peregrinus), sfrâncioc roșiatic (Lanius collurio), Larus audouinii, Larus michahellis, ciocârlie de pădure (Lullula arborea), vultur pescar (Pandion haliaetus), Phalacrocorax aristotelis desmarestii, cresteț cenușiu (Porzana parva), cresteț pestriț (Porzana porzana), Puffinus yelkouan, Sylvia sarda, silvie de tufiș (Sylvia undata).
Pe lângă speciile protejate, pe teritoriul sitului au mai fost identificate 2 specii de păsări.